# Николаевка (Верхние Кугурешты)
Николаевка (рум. Nicolaevca) — село в Флорештском районе Молдавии. Наряду с сёлами Верхние Кугурешты, Ункитешты и ж/д станцией Ункитешты входит в состав коммуны Верхние Кугурешты.

## География
Село расположено на высоте 302 метра над уровнем моря.

## Население
По данным переписи населения 2004 года, в селе Николаевка проживает 248 человек (118 мужчин, 130 женщин).
Этнический состав села:
| Национальность | Число жителей | Процентный состав |
| -------------- | ------------- | ----------------- |
| молдаване      | 160           | 64,52             |
| украинцы       | 76            | 30,65             |
| русские        | 11            | 4,44              |
| прочие         | 1             | 0,4               |
| Всего          | 248           | 100 %             |